# Потерянный рейс
«Потерянный рейс» (англ. United 93) —  биографический боевик-драма 2006 года, пятый полнометражный фильм, снятый Полом Гринграссом по сценарию и срежиссированный в 2006 году. Фильм в основном рассказывает о событиях на борту одноимённого захваченного самолёта, одного из четырёх захваченных рейсов во время терактов 11 сентября 2001 года в Нью-Йорке. Рейс 93 был единственным самолётом, который не попал в намеченную цель благодаря вмешательству пассажиров и экипажа. В фильме также рассказывается о переживаниях правительственных чиновников и авиадиспетчеров, многие из которых играют самих себя, поскольку они становятся свидетелями других событий, связанных с терактами в тот день.
В фильме максимально правдиво рассказывается об угоне самолёта и последующих событиях во время полёта, в том числе с использованием перспективы реального времени, где действие фильма происходит в течение точно такого же промежутка времени, что и реальные события, начиная со взлёта самолёта. Однако следует оговориться, что для создания этой истории пришлось проявить немного воображения. В целом, «Потерянный рейс» был создан при поддержке и сотрудничестве семей большинства пассажиров, и многие из них присутствовали на премьере. Однако было несколько человек, которые не поддержали фильм и не участвовали ни в каких мероприятиях, связанных с фильмом. Многие из наземного персонала, в первую очередь глава Федерального управления гражданской авиации США Бен Слайни, изображают самих себя.
Премьера фильма «Потерянный рейс» состоялась 26 апреля 2006 года на кинофестивале «Трайбека» в Нью-Йорке, а позже, 28 апреля 2006 года, он был показан в кинотеатрах по всей Америке. Фильм получил высокие оценки критиков и считается одним из лучших в 2006 году. Фильм также имел коммерческий успех, собрав в мировом прокате 76,3 миллиона долларов. Десять процентов от общего дохода от трёхдневных показательных выходных было обещано направить на создание мемориала жертвам авиакатастрофы. Фильм получил две номинации на премию «Оскар»: «Лучшая режиссура» Гринграсса и « Лучший монтаж» Клэр Дуглас, Ричарда Пирсона и Кристофера Роуза.
Слоган фильма: «11 сентября были угнаны четыре самолёта. Почти все попали в цель. Кроме одного».

## Сюжет
В первых минутах фильма происходит подготовка к полёту рейса UAL93 из Ньюарка в Сан-Франциско — посадка пассажиров, диалоги обслуживающего персонала и членов экипажа авиалайнера и кадры из диспетчерской аэропорта Ньюарк. Среди пассажиров, проходящих контроль перед посадкой, присутствуют 4 человека, предположительно, отличающиеся внешностью от других.
Через несколько минут после взлёта становится известно о том, что два захваченных террористами самолёта атаковали Северную и Южную башни ВТЦ. Показана реакция на эти атаки родственников тех, кто находится на борту рейса 093. В центре Управления воздушным движением начинается пристальное отслеживания маршрутов всех самолётов. Пилоты рейса 093 получают информацию о произошедшей атаке на ВТЦ.
4 пассажира рейса 093 внезапно надевают на головы красные повязки и захватывают самолёт, угрожая пассажирам взорвать самодельную бомбу. Позже они заставляют одну из стюардесс постучать в дверь кабины экипажа и, убив стюардессу и обоих пилотов, захватывают управление лайнером.
Некоторым пассажирам удаётся сообщить родственникам о захвате самолёта по мобильным телефонам. Подробно показаны участники этих телефонных разговоров. Пассажиры самолёта узнают об атаке на ВТЦ.
Террористы резко меняют маршрут следования самолёта; судя по всему, их целью должны стать Белый дом или Капитолий. Пассажиры самолёта понимают, что террористы их не отпустят и что они тоже всего лишь оружие и их самолёт тоже врежется в здание. Они решают оказать сопротивление террористам — узнав, что один из пассажиров умеет управлять самолётом (хотя и не летал на коммерческих лайнерах), группа пассажиров надеется на то, что он сможет восстановить управление лайнером; также, прежде чем начать атаку, пассажиры обсуждают, является ли бомба террористов настоящей или поддельной. Группа пассажиров начинает сопротивление и убивает двух террористов (Ахмеда Аль-Нами и Ахмеда Аль-Хазнави), находящихся в салоне, используя подручные средства (огнетушитель, вилки и т.п.). Пассажир Тодд Бимер снимает бомбу у террориста Аль-Хазнави и объявляет, что она поддельная. Террорист-пилот Зияд Джаррах раскачивает самолёт, чтобы сбить пассажиров, но тем не менее они прорываются в кабину, используя в качестве тарана развозную тележку. Во время борьбы пассажиров с Джаррахом и вторым террористом (Саидом Аль-Гамди) лайнер опрокидывается и, вращаясь, пикирует вниз и врезается в поле. Действие фильма заканчивается картинкой приближающегося поля через кабину пилотов падающего самолёта.
В заключительных титрах даётся следующая информация — в Пентагоне был отдан приказ военным истребителям сбить самолёт до того, как он достигнет возможной цели, но эта команда так и не была передана лётчикам истребителей, поскольку командующие опасались, что будут сбиты обычные самолёты.
Действия на борту рейса United Airlines-093 сопровождаются эмоциональными телефонными диалогами пассажиров и стюардесс с родственниками и друзьями.

## В ролях

### Рейс United Airlines-093

#### Экипаж
- Дж. Дж. Джонсон — Джейсон Даль, командир экипажа
- Гари Коммок — Лерой Хомер-младший, второй пилот
- Полли Адамс — Дебора Уэлш, стюардесса
- Опал Алладин — Сиси Лайлс, стюардесса
- Старла Бенфорд — Ванда Грин, стюардесса
- Триш Гейтс — Сандра Брэдшоу, стюардесса
- Нэнси Макдониел — Лоррэйн Бэй, старшая стюардесса

#### Пассажиры
- Дэвид Алан Баш — Тодд Бимер
- Ричард Бекинс — Уильям Кэшман
- Сьюзан Бломмарт — Джейн Фольгер
- Рэй Чарлсон — Джозеф Делюка
- Кристиан Клименсон — Томас Барнетт-младший
- Лиза Колон-Сайас — Валешка Мартинес
- Лорна Даллас — Линда Гронлунд
- Денни Дилон — Коллин Фрейзер
- Триесте Келли Данн — Дора Фрэнсис Бодли
- Кейт Дженнингс Грант — Лорен Грандколас
- Питер Херман — Джереми Глик
- Тара Хьюго — Кристин Уайт Гоулд
- Марселин Хьюго — Джорджина Роуз Корриган
- Шайенн Джексон — Марк Бингхэм
- Джо Джамрог — Джон Талигнани
- Кори Джонсон — Луис Нак II
- Масто Камо — Тошия Куг
- Бекки Лондон — Джин Хедли Петерсон
- Питер Маринкер — Эндрю Гарсиа
- Джоди Линн Макклинток — Марион Бриттон
- Либби Моррис — Хильда Марсин
- Том О'Рурк — Дональд Петерсон
- Саймон Поланд — Алан Бивен
- Дэвид Раш — Дональд Грин
- Эрих Редман — Кристиан Адамс
- Майкл Дж. Рейнольдс — Патрик Дрисколл
- Джон Ротмен — Эдвард Фелт
- Дэниэл Саули — Ричард Гуадагно
- Ребекка Шулл — Патрисия Кушинг
- Хлоя Сирен — Элизабет Вайнио
- Оливия Тирлби — Николь Миллер
- Чип Зиен — Марк Ротенберг
- Ли Циммерман — Кристин Снайдер

#### Террористы
- Халид Абдалла — Зияд Джаррах
- Луис Алсамари — Саид аль-Гамди
- Омар Бердуни — Ахмед аль-Хазнави
- Джейми Хардинг — Ахмед аль-Нами

### УВД Бостона
- Томас Робертс — Томас Робертс (камео)
- Джон Морайтис — руководитель УВД
- Майкл Бенкал — диспетчер
- Том Фицджералд — диспетчер
- Бард Маркус — диспетчер
- Скотт Турин — диспетчер

### УВД Кливленда
- Аманда Боксер — руководитель УВД
- Морган Дир — руководитель УВД
- Дэниел Фрейзер — диспетчер

### УВД Нью-Йорка
- Курт Эпплгейт — Курт Эпплгейт (камео)
- Питер Пелликейн — Пол Тамсер
- Кевин Делани — диспетчер
- Джон Каплун — диспетчер
- Джон Смит — диспетчер

### Башня аэропорта Ньюарк
- Грэг Каллахан — камео
- Рик Теллер — камео
- Ирвин Уэлш — писатель

## Съёмки
- «Потерянный рейс» стал первым голливудским художественным фильмом, воссоздающим события 11 сентября 2001 года. До него на экраны вышел телевизионный фильм «Рейс 93». Для создания эффекта реалистичности фильм был снят на портативные ручные камеры.
- Для фильма были отобраны, по большей части, малоизвестные профессиональные актёры. Многие роли сотрудников аэропорта Ньюарк и пилотов сыграли реальные сотрудники авиакомпаний.
- Диалоги в фильме создавались на основе личных разговоров актёров с семьями погибших пассажиров и членов экипажа. Режиссёр принял решение не делать в фильме акцентов на отдельных людей, поэтому в картине обращения по именам сведены к минимуму.
- Съёмки фильма происходили в салоне самолёта Boeing 757, списанного 20 лет назад и находящегося в окрестностях Лондона. По словам сопродюсера фильма Тима Бевана, место съёмок было выбрано по трём причинам — для снижения затрат, для исключения конфликтов между актёрами и во избежание особого интереса и давления публики (если бы съёмки происходили в США — стране, недавно пережившей трагедию)[9].
- Рабочее название фильма — «Flight 93» — было изменено на «United 93», так как в конце января 2006 года в телесети «A&E» состоялась премьера телефильма с таким же названием.
- Первоначальные финальные титры фильма — «Началась война Америки с терроризмом» — позднее были заменены более толерантными: «Посвящается памяти тех, кто погиб 11 сентября 2001 года»[10].

## Создание
- Фильм был создан при содействии семей пассажиров и членов экипажа, погибших в катастрофе рейса United Airlines-093. Режиссёр фильма Пол Гринграсс собирал всю детальную информацию об участниках полёта — от любимого сорта конфет до манеры одеваться.
- 10 % сборов в кинотеатрах США в течение трёх первых дней показов (около 1,1 млн долларов) были пожертвованы на создание мемориала жертвам угона рейса 093.
- Террориста Саида Аль-Гамди в фильме сыграл иракский актёр Луис Алсамари, живущий в Лондоне. Визовая служба США запретила ему визит в США на премьеру фильма в Нью-Йорке. Причиной была названа его служба в Иракской армии несколько лет назад, по этой же причине он в 1993 году был депортирован из США.
- Режиссёр принял решение на время съёмок разместить актёров, игравших пассажиров и экипаж рейса 093, и актёров, игравших террористов, в двух разных отелях. Это было принято для сведения к минимуму общения между этими двумя группами вне съёмочной площадки, что в итоге позволило актёрам более естественно сыграть противостояние между террористами и пассажирами угнанного самолёта.
- С началом показа анонсов фильма в кинотеатрах США киностудия была завалена возмущёнными звонками зрителей, требовавших прекращения показа анонсов. Люди мотивировали это тем, что ещё не затянулись раны от трагедии. Один из крупнейших кинотеатров Манхеттена прекратил показ. Кроме того, с официального сайта фильма была прекращена возможность скачивать трейлер[11].

## Награды и номинации
- 2007 — 2 номинации на премию «Оскар»: лучший режиссёр (Пол Гринграсс), лучший монтаж (Клэр Дуглас, Ричард Пирсон, Кристофер Руз)
- 2007 — 2 премии BAFTA: лучший режиссёр (Пол Гринграсс), лучший монтаж (Клэр Дуглас, Кристофер Руз, Ричард Пирсон), а также 4 номинации: лучший британский фильм (Тим Беван, Ллойд Левин, Пол Гринграсс), лучший оригинальный сценарий (Пол Гринграсс), лучшая операторская работа (Барри Экройд), лучший звук (Крис Манро, Майк Прествуд Смит, Даг Купер, Оливер Тэрни, Эдди Джозеф)
- 2007 — 2 номинации на премию «Выбор критиков»: лучший фильм, лучший режиссёр (Пол Гринграсс)
- 2007 — номинация на премию Гильдии сценаристов США за лучший оригинальный сценарий (Пол Гринграсс)